# Agrocybe brunneola
Agrocybe brunneola är en svampart som först beskrevs av Elias Fries, och fick sitt nu gällande namn av Marcel Bon 1980. Agrocybe brunneola ingår i släktet marktofsskivlingar och familjen Strophariaceae.   Inga underarter finns listade i Catalogue of Life.